# Nemobiodes sukhadae
Nemobiodes sukhadae är en insektsart som beskrevs av Bhowmik 1976. Nemobiodes sukhadae ingår i släktet Nemobiodes och familjen syrsor. Inga underarter finns listade i Catalogue of Life.